# Антоній Пєхнічек
Антоній Кшиштоф Пєхнічек (пол. Antoni Krzysztof Piechniczek, нар. 3 травня 1942, Хожув) — польський футболіст, що грав на позиції захисника; тренер, у тому числі кількаразово головний тренер національної збірної Польщі; польський політик, сенатор VII скликання; а також віце-президент Польського футбольного союзу у 2008—2012 роках. Як футболіст грав за клуби «Легія», «Рух» (Хожув) і французький «Шатору», а також національну збірну Польщі. Як тренер відомий насамперед із роботою у збірних Польщі, Тунісу та ОАЕ.

## Біографія

### Клубна кар'єра
Антоній Пєхнічек є сином Еміля і Магдалени Пєхнічків. Його батько був солдатом Вермахту, і помер у 1945 році в радянському таборі військовополонених біля Вітебська. У дорослому футболі дебютував 1959 року виступами за команду «Зрив» із свого рідного міста Хожува, у 1960—1961 роках грав у команді «Напшуд Ліпіни» зі Свентохловиць.
Своєю грою за цю команду привернув увагу представників тренерського штабу одного з найсильніших польських клубів — варшавської «Легії», до складу якого приєднався 1961 року. Відіграв за столичну команду наступні чотири роки, ставши з командою володарем Кубка Польщі в 1964 році.
У 1965 році став гравцем найсильнішого клубу свого рідного Хожува — «Рух», у складі якого провів наступні сім років своєї кар'єри гравця. У складі клубу став чемпіоном Польщі у 1968 році.
Завершив професійну ігрову кар'єру у клубі «Шатору», за команду якого виступав протягом 1972—1973 років.

### Виступи за збірну
1967 року дебютував в офіційних матчах у складі національної збірної Польщі. Протягом кар'єри у національній команді, яка тривала усього 3 роки, провів у формі головної команди країни лише 3 матчі.

### Кар'єра тренера
Антоній Пєхнічек закінчив Варшавську Академію Фізичного Виховання. Розпочав тренерську кар'єру у нижчоліговому клубі БКС, у 1975 році очолив тренерський штаб клубу «Одра», який у 1977 році здобув Кубок Польської ліги. У 1978 році Пєхнічек став футбольним тренером року в Польщі. У 1980—1981 роках Антоній Пєхнічек керував діями свого колишнього клубу «Рух» із Хожува.
У кінці грудня 1980 року став головним тренером команди  національної збірної Польщі, офіційно приступив до виконання обов'язків 5 січня 1981 року. Під його керівництвом збірна здобула путівку на чемпіонату світу 1982 року в Іспанії. На цьому турнірі польська команда після великої перемоги 5-1 над збірною Перу двічі зіграла в нульову нічию з камерунською та італійською збірними, та вийшла до другого етапу турніру, на якому в першому матчі з великим рахунком 3-0 перемогла бельгійську збірну. У наступному матчі збірна СРСР перемогла бельгійців лише з рахунком 1-0, і вихід у півфінал турніру за тодішнім регламентом вирішувався в очній зустрічі польської та радянської збірних. У цьому матчі польській збірній вдалось тактично переграти радянську збірну, і матч закінчився нульовою нічиєю, що за різницею м'ячів забезпечило вихід польської збірної до півфіналу. У півфінальному матчі поляки поступилися італійській збірній з рахунком 0-2, проте у матчі за третє місце обіграли збірну Франції з рахунком 3-2, та в підсумку зайняли третє місце на турнірі, що стало повторенням такого ж успіху збірної Польщі на чемпіонаті світу 1974 року.
Після чемпіонату світу польська збірна розпочала виступи у кваліфікаційному турнірі до чемпіонату Європи 1984 року. Проте на цьому турнірі польська збірна виступила невдало, зайнявши лише 3 місце в групі, після збірних Португалії та СРСР, і до фінальної частини не потрапила. Проте Пєхнічек і далі продовжив роботу в збірній. Польська команда зуміла кваліфікуватися на чемпіонат світу 1986 року в Мексиці, де, хоч і зайняла 3 місце у групі після збірних Марокко та Англії, випередивши португальську збірну, проте завдяки новій формулі розіграшу турніру вийшла до 1/8 фіналу, де поступилася бразильській збірній з рахунком 0-4. Відразу після чемпіонату світу Антонін Пєхнічек подав у відставку з поста головного тренера збірної.
Відразу після відставки у збірній Пєхнічек очолив«Гурник» із Забже, який наступного року привів до звання чемпіона країни. Після перемоги у польській першості він отримав запрошення очолити туніський клуб «Есперанс». Паралельно 1988 року прийняв пропозицію попрацювати збірній Тунісу, яку очолював у тому числі на Олімпійських іграх 1988 року. У збірній Антонін Пєхнічек працював до 1989 року, а в клубі «Есперанс» до 1990 року. Пізніше, протягом 3 років, починаючи з 1992, був головним тренером збірної ОАЕ. У 1995—1996 роках поляк тренував клуб із Саудівської Аравії «Ан-Наср».
У 1996 році польське футбольне керівництво запропонувало Пєхнічеку вдруге очолити головну польську команду. Проте цього разу тренеру не вдалось забезпечити проходження збірної до фінального турніру, оскільки польська збірна зайняла лише 3 місце у відбірковій групі після англійської та італійської збірних, і в 1997 році Пєхнічек подав у відставку з поста тренера збірної.
Після відставки зі збірної Пєхнічек отримав запрошення до катарського клубу «Аль-Райян», де працював протягом року. У 2000 році вдруге очолював тренерський штаб команди «Есперанс», проте працював у команді менше року. У кінці 2000 року Пєхнічек вдруге очолив «Гурник» із Забже, де працював до кінця 2001 року.

### Кар'єра спортивного функціонера та політична діяльність
Антоній Пєхнічек є багаторічним діячем Польського футбольного союзу. До 15 липня 2006 року виконував обов'язки віце-президента союзу з питань тренувальної підготовки. Неодноразово запрошувався на телебачення як коментатор футбольних матчів та експерт. У 2008 році став віце-президентом ПФС, на цій посаді працював до 2012 року.
Антоній Пєхнічек також був членом наглядової ради футбольного клубу «Одра» (Водзіслав-Шльонський). Також є викладачем Академії фізичного виховання в Катовицях.
У 2002 році за списком Унії Самоврядування (за підтримки Унії Свободи) Антоній Пєхнічек обраний до Сеймику Сілезького воєводства. Деякий час був заступником голови сеймику. У 2005 році він очолював список кандидатів до Сейму від катовицького округу від партії «Партія Демократична — demokraci.pl». У грудні цього ж року він став членом депутатського клубу сеймику від партії Громадянська платформа. Удруге став депутатом сеймику воєводства у 2006 році. У виборах 2007 року отримав мандат сенатора від Катовицького округу з результатом 207 243 голосів. У 2011 році не переобирався на наступний строк. 2014 року на виборах до Європарламенту Антонін Пєхнічек підтримував партію «Польща Разом».

## Державні нагороди
За визначні досягнення у футбольній кар'єрі Антонію Пєхнічеку у 1999 році було присвоєне звання Лицаря Ордену Відродження Польщі.

## Титули і досягнення

### Як гравця
- Чемпіон Польщі (1):

«Рух» (Хожув): 1967–1968
- Кубок Польщі з футболу: (1):

«Легія»: Володар кубка 1963–1964

### Як тренера
- Чемпіон Польщі (1):

«Гурник» (Забже): 1986—1987
- Кубок Польської ліги з футболу: (1):

«Одра» (Ополе): Володар кубка 1977
- 3 місце на чемпіонаті світу (1):

Збірна Польщі: 1982